# Правна система на Федерална република Германия
Правната система на Федерална република Германия е предопределена от федералното устройство и е структурирана на федерален принцип.
Правната система на Федерална република Германия със специфичните си особености се формира от 1879 г. след обединението на Германия под егидата на Прусия.
Правораздаването в Германия се упражнява на две нива:
1. федерални съдилища
2. съдилищата на 16-те федерални провинции (Länder).

Германската съдебна система се дели на пет самостоятелни юрисдикции:
1. обикновена юрисдикция
2. трудовоправна юрисдикция
3. обща административна юрисдикция
4. финансовоправна (фискална) юрисдикция
5. социалноправна юрисдикция. [1]

Федералният конституционен съд и конституционните съдилища на провинциите не са част от съдебната система. Федералната сметна палата и сметните палати на провинциите също не са част от съдебната система на Германия.